# 伊集院光のてれび
『伊集院光のてれび』（いじゅういんひかるのてれび）は、2015年10月3日から12月25日まで放送されたTwellVのバラエティ番組。ハイビジョン制作。

## 概要
- 企画・構成・演出・主演・編集・ロケハンすべてを伊集院光による2008年 - 2009年のBS11デジタルのバラエティ番組『伊集院光のばんぐみ』、『伊集院光のしんばんぐみ』、2012年の東名阪ネット6のバラエティ番組『伊集院光のばらえてぃーばんぐみ』に続く番組。スタッフも一部共通している。
- 主な収録場所は目黒のホリプロ本社、ホリプロ熱海研修センター（冒頭の挨拶は前作同様熱海温泉の海岸となる）。
- 女性レギュラー陣は以下の企画「真剣じゃんけん」で選考された。
- 最終回では伊集院本人から2ndシーズンも放送するかのような発言もなされていたが、2016年4月からはラジオで『伊集院光とらじおと』が始まったこともあり、1stシーズンで事実上の終了となった。

## 企画内容

### 真剣じゃんけん 女芸人編（#1-2）・カワイコちゃん編（#3-4）
2015年10月3日、10日放送（女芸人編）・17日、24日放送（カワイコちゃん編）
以前『伊集院光のばんぐみ』で放送された「真剣じゃんけん」の女芸人・女性芸能人版。
番組レギュラー最終オーディションと称し熱海の合宿所に集められた女芸人・女性芸能人8人が番組レギュラー出演を賭けてじゃんけん勝負をする企画。企画趣旨についてはどちらも共通。

#### ルール
- じゃんけん開始は2時間後、その時間内に駆け引きをする。
- 基本は普通のじゃんけんぽん。勝った人がオーディションに合格。
- バラバラの手であいこの場合は再じゃんけん。
- 全員が同じ手であいこの場合は全員合格。
- 相談室ルームがあり、5分間のみ使用可能。1人が一緒に行きたい人を指名して最高で3人まで入室可能。部屋の使用回数は3回（カワイコちゃん編では4回）まで。

#### 出演者（女芸人編）
- あだちあさみ
- 桜花
- アンゴラ村長（当時は暇アフタヌーン）
- ロリィタ族。

- ゆみみ（マリア）
- 奈子（マジコーラル）
- 松丸ホルモン
- 小杉まりも

#### 出演者（カワイコちゃん編）
- 田代さやか
- くるみ（WenDee）
- 天童なこ
- 三田寺理紗

- 清原優希乃
- 浅田結梨
- 緑川静香
- 紺野ぶるま

### 心を込めてお弁当を作ろう!（#5-6）
真剣じゃんけんを経て下がってしまった女性レギュラー陣からの好感度を取り戻すべく、伊集院自らが出演者に振舞うロケ用弁当を愛情を込めて自作する。
が、ロケ弁作りは建前であり、実際は予想を超える人数となってしまったレギュラー陣をさらに選別するべく実行されたドッキリ企画。
弁当の中身には事前に嘘企画用のアンケートで収集した各出演者の嫌いな食材や料理が入っており、最も弁当を無下に扱った出演者はペナルティとして次回企画への出演禁止となる。
出演者
- 限定ジャンケンで勝利した女性レギュラー陣

### 第1回 ありそうでない店名チキンレース（#7-8）
「ありそうだけど実際には存在しなさそうな飲食店の店名」のギリギリの境界線を探るクイズ企画。

#### ルール
- くじ引きで決定された順番で1人ずつ「ありそうでない」と思った店名を考えて発表。考えた店名が複数ある場合は全部発表した上で解答を1つに絞る。
- その店名を実際にインターネット上のグルメサイトなどで検索。検索は8人の検索班が制限時間5分間で行い、結果1件も見つからなかった場合はセーフ。見つかってしまった場合はアウト。
  - ただし、既に閉店している店は件数にカウントしない。
- アウトになった者の中で、収録を行っている目黒のホリプロ本社ビルから最も遠い店の名前を的中させてしまった解答者が最下位。
  - 最下位になったら罰ゲームとして実際に発見した店へ伊集院と共に赴き、食事代＋往復の交通費を奢らなければならない。

#### 出演者
解答者
- 河野かずお（埼京パンダース）
- 西尾季隆（X-GUN）
- 紺野ぶるま
- 松丸ホルモン
- ロリィタ族。

- いけだてつや
- 江波戸邦昌（オテンキ）
- GO（オテンキ）
- のり（オテンキ）

検索班
- アンゴラ村長
- くるみ（WenDee）

- 緑川静香
- ほか5名

### VRDK（バーチャルリアリティードッキリ）（#9-10）
撮影スタジオに呼び込んだ被験者にVRゴーグルを装着させ、さも今その場で起こっているかのようにスタジオの風景に合成されたVR映像を流すと、映像の内容が本当だと信じ込むかを検証する。
被験者には『人はどのような状況に陥るとドキドキするのか？を検証する実験企画』である事のみを事前に伝えており、本物の心拍計と共にVRゴーグルとヘッドホンを測定機材であると偽って着用させた上、映像と実際の視点とのズレが発生しないよう体を完全に椅子へ固定させて実験を行う。
VR映像製作協力
- 中谷孔明（HOME360）
- 高橋健滋（桜花一門）

被験者
- 三田寺理紗
- イマニヤスヒサ

### 仲良しメンバーと厳選食材でカレーを作ろう（#11-12）
芸人一人ひとりが食材を持ちながら千葉県マザー牧場でピクニックを行い、ゴール地点で食材を使ってカレーを作る企画。
ただし食材の中にはカレーを作る為には必要ない物が混ざっており、散策ルートの途中に設けられたチェックポイントでそれらの不必要な物を持った芸人ごと置き去りにして排除していくという心理ゲームとなっている。

#### ルール
- 芸人たちは食材が1つ入ったリュックサックを中身を見ないまま1つ選んで持っていく。
  - リュックサックは全部で14個。中身の食材は全て種類が異なる。
- チェックポイントに着いたら中身を確認し、それが何であったかを他の人に発表する。
  - この時、必ず本当の事を言う必要は無い。
  - ただし絶対にカレー作りには使えないNG食材を引き当てた場合のみ、ゴールするまでそれが何なのかを公表してはならない。
- 発表された情報を元に追放会議を行い、誰がNG食材を持っているかを議論した上で1人1票ずつ追放したい人を投票。
  - 第1チェックポイントでは食材を持つ男性芸人のみが投票し、それ以降は見届け役の女性レギュラー陣も投票に参加する。
  - 得票数の上位3人が追放となり、以降ゴール地点までテレビには映らない。
- 追放会議が終わったらリュックサックの中身を再びシャッフルし、次のチェックポイントに向かう。
- 3つのチェックポイントを通過したらゴール。
  - この段階まで残っていた参加者、女性レギュラー陣、そして伊集院のみが食材を元にカレーを作成し実食する。
  - 追放された参加者はカメラに映らずにロケ弁を食べて帰宅。

#### 出演者
参加者
- のり（オテンキ）
- GO（オテンキ）
- 江波戸邦昌（オテンキ）
- イマニヤスヒサ

- ぶっちゃあ（ブッチャーブラザーズ）
- ジャスティス岩倉
- 桜井宗忠（スカイラブハリケーン）
- 小田祐一郎（だーりんず）

- 河野かずお（埼京パンダース）
- ガーユー（埼京パンダース）
- あらぽん（ANZEN漫才）
- みやぞん（ANZEN漫才）

- カズレーザー（メイプル超合金）
- ちくわまん

その他
- 限定ジャンケンで勝利した女性レギュラー陣（見届け人）
- 桐畑トール（ほたるゲンジ）（開始前に追放）

### 伊集院光 芸能生活30周年記念特番を撮ろう（#13）
伊集院が自身の芸能生活を振り返るVTRを、企画･構成･演出のほか撮影･編集まで行い完全に1人でVTRを作成する。
“芸能生活を振り返りながら山道を登っていく伊集院”という映像を霧降高原の天空回廊にて撮影。
複数のアングルから山道を登る伊集院の映像が収録されているが、通常であればアングルと同じ数のカメラを使って同時に撮影し編集で一繋ぎの映像とする所を、伊集院自ら4K映像を撮影できる小型カメラGoPro1台を使い、撮影地点にカメラを設置して登る様子を撮影しては戻って回収し、カメラを別の撮影地点に設置し直してまた同じ場所を登り…という工程を繰り返したった1人で撮影を行う。
当然ながら通常の撮影より時間もかかる上、撮影当日には当初想定していなかった雪が降ったため階段の上り下りの繰り返しがより大きな負荷となり、その結果体力的にも精神的にも過酷な撮影となってしまった。
出演者
- 伊集院光

VTR視聴
- みやぞん（ANZEN漫才）
- ちくわまん
- ジャスティス岩倉

- ガーユー（埼京パンダース）
- のり（オテンキ）
- 限定ジャンケンで勝利した女性レギュラー陣

お手伝い（メイキング映像用のレポート役）
- イマニヤスヒサ
- GO（オテンキ）

## スタッフ
- 企画・構成・演出：伊集院光
- 技術：池田屋
- EED・MA：麻布プラザ
- 音響効果：高島慎太郎
- メイク：松山麻由美
- 伊集院光マネージャー：今村加菜
- AD：櫻田惇平、中島叶
- AP：今泉暢子
- ディレクター：ウエダダイスケ、清水彰介、浅井裕太郎
- 監修：城間康男
- プロデューサー：堤智志、清水陽
- 制作・著作：ホリプロ、ポニーキャニオン

## テーマソング
- 電気グルーヴ「人間大統領」（2015年10月17日[脚注 1] - 12月25日）[1]

伊集院光が石野卓球に直接依頼をして制作してもらった書き下ろし曲。しかし、伊集院の依頼がスケジュール的に遅かったことによりテレビ放送版の最初の2回分はオープニングの完成が間に合わず、代わりにANZEN漫才が「テーマソングが出来てねえ」と歌う横で工事用ヘルメットをかぶった伊集院が正面のTVカメラに向かって頭を何度も下げるという内容になっていた。

## Blu-ray Disc
1. 伊集院光のてれび 完全版 ～真剣じゃんけん 女芸人編～（2016年3月16日）
2. 伊集院光のてれび 完全版 ～真剣じゃんけん カワイコちゃん編～（2016年4月20日）
3. 伊集院光のてれび 完全版 ～ありそうでない店名 チキンレース!/VRDK(ピュア編)～（2016年5月18日）
4. 伊集院光のてれび 完全版 ～仲良しメンバーと厳選食材でカレーを作ろう!/VRDK(バカ編)～（2016年6月15日）
5. 伊集院光のてれび 完全版 ～心を込めてお弁当を作ろう!/伊集院光 芸能生活30周年記念特番を撮ろう!!～（2016年7月20日）